# 中国電信
中国電信股份有限公司 （ちゅうごくでんしんこぶんゆうげんこうし、中国語: 中国电信股份有限公司、英語: China Telecom Corporation Limited）、略称中国電信、チャイナ・テレコムは、中華人民共和国最大の有線電気通信、PHS、CDMA（cdmaOne、CDMA2000、CDMA2000_1x）、4G-LTE事業者である。

## 概要
1994年に郵電部傘下にあった電気通信事業の運営部門である電信総局を分離、国営企業とし、1995年に「中国郵電電信総局（中国電信、チャイナ・テレコム）」となる。
2000年には固定通信事業と移動体通信事業の2社に分割が決まり、それぞれ固定通信事業は「中国電信」、移動体通信は「中国移動（チャイナ・モバイル）」となった。その後さらに、衛星通信事業会社がスピンオフし「中国衛星通信（チャイナ・サットコム）」となった。
さらに、2002年の中華人民共和国国務院の通信事業再編政策により、旧中国電信が南北2分割され、旧中国電信の北部10省市自治区の資産と事業は新中国網通（チャイナ・ネットコム）に吸収され、残りの21省市自治区の資産と事業を継承し、新中国電信とした。ただし、中国電信と中国網通は長距離通信、インターネット接続の分野ではお互いのテリトリーを侵してもよくなっていて、この分野では全国的なサービスを展開している。
2002年にニューヨーク証券取引所（証券コード:CHA）と香港証券取引所に上場。依然として中国電信は中国最大の固定通信会社である。
2008年には、第三世代携帯電話（3G）の実施を目前にして3つの通信メガグループ（中国電信・中国聯通・中国移動）に集約する業界の再々編成で、中国移動通信は中国鉄通を傘下に収め、中国電信は中国聯通のCDMA回線・事業を譲受し、中国衛星通信を中国電信の子会社化することが発表されている（中国網通は中国聯通に併合し、中国聯通は小霊通の事業を譲受した）。
2009年4月から、3Gの営業をCDMA2000で始めている。2009年内に500都市で営業を始める予定。
2013年12月から、4Gの営業をTD-LTEで始めている。
2014年6月から、4Gの営業をFDD-LTEで始めている。

## ネットワーク
MCCとMNCの利用状況。
| MCC | MNC |
| 460 | 3   |
| 460 | 11  |
| 460 | 12  |

LTEネットワークの周波数の割当状況。
| 周波数 | バンド |
| 850    | 5      |
| 1800   | 3      |
| 2100   | 1      |
| 2300   | 40     |
| 2500   | 41     |